# Bociu, Cluj
Bociu (în maghiară Bocs) este un sat în comuna Mărgău din județul Cluj, Transilvania, România.

## Note, referințe

Bociu în Harta Iosefină a Transilvaniei, 1769-1773